# Zamek z piasku, który runął
Zamek z piasku, który runął (szw. Luftslottet som sprängdes) – trzecia powieść kryminalna szwedzkiego dziennikarza Stiega Larssona, będąca zarazem ostatnią częścią oryginalnej larssonowskiej trylogii Millennium. Powieść jest zintegrowana z drugą częścią zatytułowaną Dziewczyna, która igrała z ogniem. Książka została opublikowana pośmiertnie w Szwecji w 2007 roku, w Polsce w październiku 2009 w przekładzie Alicji Rosenau.
Na podstawie powieści nakręcono film pod tym samym tytułem w reżyserii Daniela Alfredsona.
Książka klasyfikowana jako kryminał zawiera również elementy thrillera politycznego, w którym eksponuje się metody działania służb specjalnych (Säkerhetspolisen) oraz mechanizmy władzy.

## Fabuła
Do szpitala Sahlgrenska w Göteborgu zostają przywiezione dwie osoby. Pierwsza to ciężko ranna Lisbeth Salander ścigana listem gończym i podejrzana o dokonanie podwójnego morderstwa. Dodatkowo Lisbeth ściga jej przyrodni brat Ronald Niedermann. Drugi poszkodowany to Alexander Zalachenko – były zabójca pracujący na zlecenie sowieckich służb specjalnych i ojciec Lisbeth. Dziennikarz śledczy Mikael Blomkvist szuka informacji o przeszłości Salander i pisze artykuł oczyszczający Lisbeth z zarzutów, który ujawnia prawdę o działaniu służb bezpieczeństwa.